# Tettiella
Tettiella is een geslacht van rechtvleugeligen uit de familie doornsprinkhanen (Tetrigidae). De wetenschappelijke naam van dit geslacht is voor het eerst geldig gepubliceerd in 1909 door Hancock.

## Soorten
Het geslacht Tettiella omvat de volgende soorten:
- Tettiella arcuata Hancock, 1909
- Tettiella conofrons Hancock, 1909
- Tettiella katangana Günther, 1979
- Tettiella latipes Stål, 1877
- Tettiella odiosa Walker, 1871
- Tettiella wittei Günther, 1979